# Сезар-Фебюс д'Альбре
Сезар-Фебюс д'Альбре (фр. César Phébus d'Albret; 1614 — 3 вересня 1676) — військовий та політичний діяч часів Французького королівства, маршал Франції.

## Життєпис
Походив з французького шляхетського роду з Гієні, що перебував в далекій спорідненості з Генріхом IV Бурбоном (через матір). Другий син Генріха II д'Альбре, графа де Міосанса, принца Мортань, і Анни де Пардайлан де Гондрені. Народився 1614 року. Поступив на службу до Республіки Сполучених провінцій, де воював проти іспанців під орудою штатгальтера Моріца Оранського.
У 1635 році був призначений метро-де камп (на кшталт полковника) французьким піхотним полком під орудою батька в Лотарінзькій армії. У 1636 році він командував піхотним полком під час облоги Корбі.
1639 року був призначений капітаном полку королівської гвардії, в 1644 році він стає лейтенантом гвардійців зовнішньої палацової охорони. 1645 року він одружився з представницею роду де Ґенеґо.
З початком Фронди залишився вірним регентці Анні Австрійській та кардиналу Мазарині. Саме д'Альбре було доручено конвоювання Людовика де Конде, його молодшого брата Армана де Конті і їх шварга генріха де Лонгвиля, яких після арешту було потрібно доправити у Венсенський замок. В якості помсті прихильники останніх захопили рідне місто д'Альбре — Понс.
У лютому 1653 року Сезар-Фебюс з великими зусиллями, за допомогою безлічі клопотань і придворних інтриг, отримав звання маршала Франції. Цього вдалося домогтися, головним чином, завдяки підтримці мадам де Монтеспан.
У 1657 році очолював військовий табір під час облоги Форту Мардик і Дюнкерка. 1661 року за підтримки віконта Генріха де Тюренна став кавалером Ордену Святого Духа. 1670 року призначено генерал-губернатором Гієні. 1675 року придушив повстання в Бордо проти підвищених податків.
Помер 1676 року.

## Родина
Дружина — Мадлен, донька Габріеля де Ґенеґо, сеньйора Плессіс-Бельвіля, державного секретаря
Діти:
- Марія Франсуаза (1650—1692), дружина: 1) Карла д'Альбре, графом Маренні; 2) Карла Лотаринзького, графа Марсан